# Linto
Cet article possède un paronyme, voir Linteau.

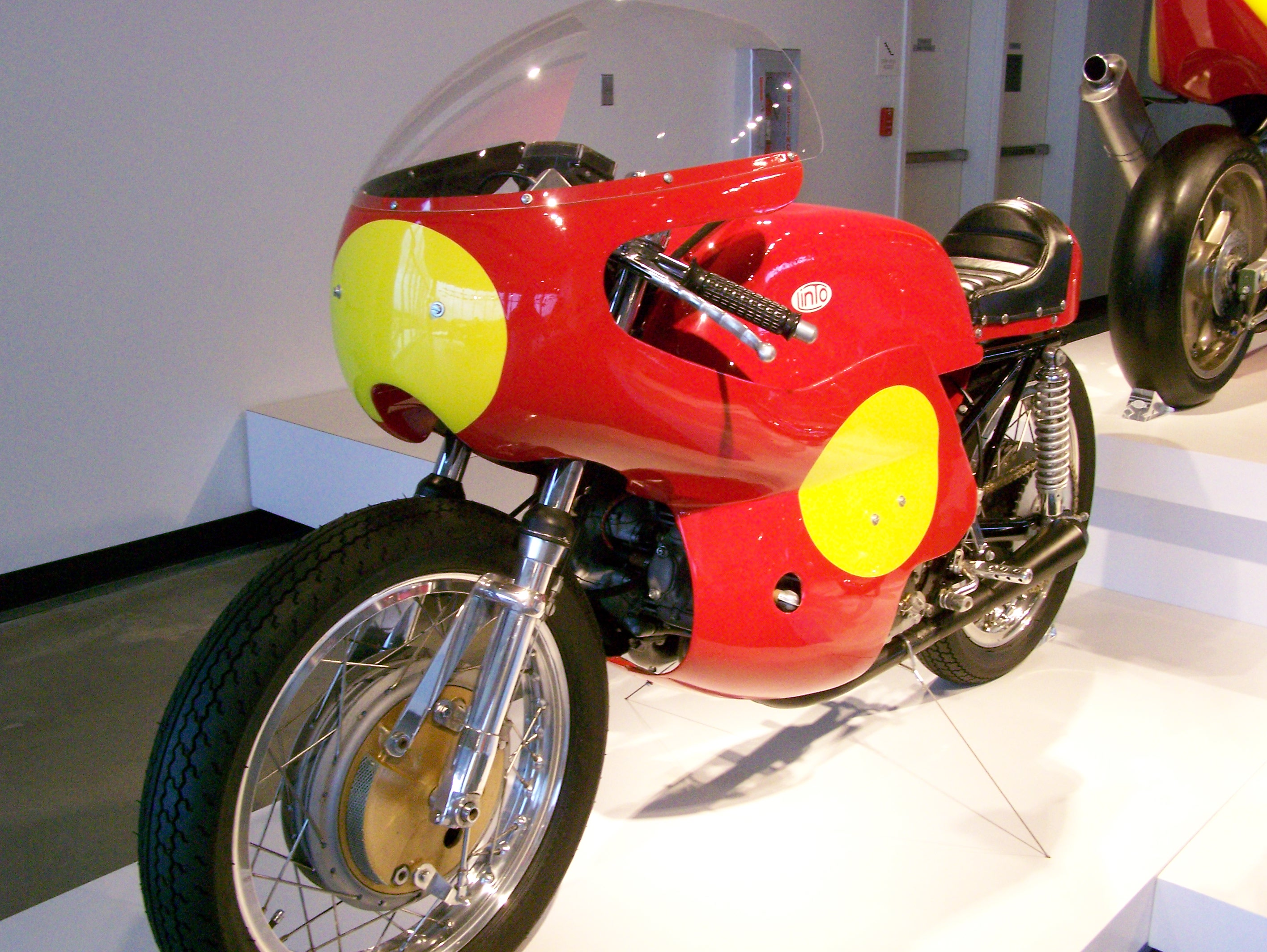
Une Linto 500 de 1969.

Les motos Linto sont des motos de compétition créées par Lino Tonti, dans les années 1970.

## Description
Le moteur de 500 cm3 4 temps résulte de l'accouplement de deux moteurs 250 cm3 de marque Aermacchi.
Le cadre est original, il s'agit d'un treillis de tubes fins.
Ces motos étaient de vraies motos de course, exclusivement conçues pour la compétition. Elles étaient rapides, mais fragiles, notamment au niveau de la distribution, qui se faisait par tiges et culbuteurs, donc peu adaptée aux hauts régimes.
Ces motos se sont particulièrement illustrées dans les mains du Suisse Gyulia Marsowski, du Français André-Luc Appietto et de l'Australien Jack Findlay.
Elles ont été balayées par l'arrivée des deux temps, 351 cm3 Yamaha notamment, qui ont commencé à courir en 500 (catégorie des plus de 350) et par les vraies 500 cm3 deux temps (Suzuki, Kawasaki, Yamaha, etc.).